# Лапсус бенд
Лапсус бенд је босанскохерцеговачки поп - фолк бенд који је настао у Калесији 2013. године у оригиналној постави.  Популарност су стекли објављивањем хит песама као што су Хендикепиран, Будало, Лажо, Санта Леда и многе друге.

## Историја
Лапсус бенд је настао у Калесији крајем 2013. године.  Групу су основала четири млада музичара; Муамер Бошњаковић, Мумин Корајац, Махир Османовић и Елдар Пилавџић. На почетку каријере група је наступала као кавер бенд, а локално су певали у мањим клубовима. У том периоду приметио их је певач Џенан Лончаревић, који их је позвао да наступе на његовом концерту. Након тога, њихова каријера иде узлазном путањом, и почињу да раде на сопственим песмама.

### Прва постава групе (2013-2015. )
Они су формирали прву поставу Лапсус бенда; Муамер Бошњаковић, Мумин Корајац, Махир Османовић и Елдар Пилавџић. На почетку је било много промена у групи, где су се певачи мењали неколико пута.  Првобитно је то био Армин Зукић (један од учесника емисије ЗМБТ), а након њега у групи се кратко задржао  Семир Суљкановић, који је такође био учесник музичког такмичења и то у Звездама Гранда.

## Каријера

### Тренутна постава групе
Ширу популарност стекли су крајем 2015. године, када се састав бенда мења доласком младог какањског  певача Емира Аличковића, који је учествовао у седмој сезони ЗМБТ музичког такмичења на Хајат телевизији. Данас Лапсус бенд чини 5 чланова: Емир Аличковић, Махир Османовић, Мумин Корајац, Муамер Бошњаковић и Темин Буза. Након сусрета и сарадње са кантаутором Банетом Опачићем, који је одржан почетком 2016. године, настале су песме  . Бенд објављује песме Када волиш, Хендикепиран, Будало, Лажо, Грешна вила, Фолираш са којима бележе милионске прегледе на Јутјуб платформи. У међувремену, бенд сарађује са неколико балканских музичких и певачких имена као што су: група министра Ђани и Цвија. Због популарности коју су стекли, чланови Лапсус бенда живе на релацији Босна и Херцеговина – Србија, Београд, где певач Емир тренутно живи и ради 
- Лапсус бенд је 2017. освојио престижног Оскара популарности за најперспективнији бенд за 2017. годину. Манифестација је одржана у Бањалуци.[5]
- У оквиру МАК-а, 2019. године номиновани су у категорији за најбољу модерну и традиционалну народну песму за песму Фолираш.[6]

Емир Аличковић је напустио бенд 2024. године, у емисији Амиџи шоу изјавио је да може и даље да пева све песме Лапсус бенда јер је оригинални извођач, али да ће наставити соло каријеру. Бенд је изјавио да се нови певач зове Армин, да је пореклом из Великe Кладушe, и да има деветнаест година.

## Дискографија

### Синглови
- Када волиш - (2016)
- Хендикепиран - (2016)
- Хороскоп (2016) - дует са Цвијом
- Ломи, ломи - (2016)
- Будало - (2017)
- Грешне виле - (2017) - са Ђанијем
- Идеално вече - (2017)
- Чекам те - (2017)
- Санта леда - (2017)
- Лажо - (2017)
- Фолираш - (2018)
- Барикаде - (2018)
- Чоколадне очи - (2018)
- Волим - (2019)
- Скоте и даље те волим - (2019)
- Погазила - (2019)
- Жена мојих снова - (2020)
- Баксуз - (2021)
- Анђеле - (2022)
- Ако се ја питам - (2022)
- Иде иде - (2023)
- Опрости - (2023)
- Још чекам да се јавиш - (2024)
- Чекај дамо - (2024)
- Душа моја зна - (2024)
- Лажи - (2024)
- Супермен - (2025)

## Чланови групе
- Махир Османовић - гитара (2013 - данас)
- Мумин Корајац - бубњеви (2013 - данас)
- Муамер Бошњаковић - клавијатуре (2013 - данас)
- Темин Буза - клавијатуре (2015 - данас)
- Армин Башић - вокал (2024 - данас)[9]

### Бивши чланови
- Армин Зукић - вокал (2013 - 2014)
- Семир Суљкановић - вокал (2014 - 2015)
- Елдар Пилавџић - вокал (2015 - 2016)
- Емир Аличковић (2016 - 2024)